# کوین اسپیسی
کِوین اِسپِیسی فاولِر (انگلیسی: Kevin Spacey Fowler؛ زادهٔ ۲۶ ژوئیهٔ ۱۹۵۹) بازیگر آمریکایی است. او برای فعالیتش در سینما، تئاتر و تلویزیون مشهور است و افتخارات متعددی از قبیل دو جایزهٔ اسکار، یک جایزهٔ بفتا، یک جایزهٔ تونی و دو جایزهٔ لارنس الیویه برنده شده‌است. اسپیسی در ۲۰۱۰ و ۲۰۱۵، به‌ترتیب فرماندهٔ افتخاری و فرماندهٔ شوالیهٔ نشان امپراتوری بریتانیا نامیده شد.
اسپیسی نقش‌های کوتاهی در فیلم‌های کمدی-درام دل‌سوختگی (۱۹۸۶) و دختر شاغل (۱۹۸۸) ساختهٔ مایک نیکولز داشت. او در دههٔ ۱۹۹۰ دو جایزهٔ اسکار برنده شد: بهترین بازیگر نقش مکمل مرد برای بازی در نقش یک کلاه‌بردار در مظنونین همیشگی (۱۹۹۵) و بهترین بازیگر مرد برای بازی در نقش مردی در بحران میان‌سالی در زیبای آمریکایی (۱۹۹۹). دیگر فیلم‌های قابل توجه او شامل گلن‌گری گلن راس (۱۹۹۲)، هفت (۱۹۹۵)، محرمانهٔ لس آنجلس (۱۹۹۷)، به دیگری نیکی کن (۲۰۰۰)، بازگشت سوپرمن (۲۰۰۶)، مارجین کال (۲۰۱۱)، رئیس‌های وحشتناک (۲۰۱۱) و بیبی راننده (۲۰۱۷) می‌شوند. او همچنین فیلم‌های تمساح آلبینو (۱۹۹۶) و فراسوی دریا (۲۰۰۴) را کارگردانی کرد.
در تئاتر برادوی، اسپیسی در ۱۹۸۶ نقش اصلی بازآفرینی سفر دراز روز در شب اثر یوجین اونیل را بازی کرد. او در ۱۹۹۱ برای نقش‌آفرینی در گمشده در یانکرز برندهٔ یک جایزهٔ تونی شد و با دریافت دومین جایزهٔ تونی در سال ۱۹۹۹ برای مرد یخین می‌آید به بازی در تئاتر ادامه داد. او از سال ۲۰۰۴ تا زمان کناره‌گیری در اواسط سال ۲۰۱۵، مدیر هنری تئاتر اولد ویک در لندن بود.
در تلویزیون، اسپیسی ران کلین را در بازشماری (۲۰۰۸) به تصویر کشید. او از ۲۰۱۳ تا ۲۰۱۷ نقش فرانک آندروود را در سریال درام سیاسی خانه پوشالی از شبکهٔ نتفلیکس بازی کرد که برایش برندهٔ جایزه گلدن گلوب و دو جایزه متوالی از انجمن بازیگران فیلم و همچنین نامزد پنج جایزهٔ امی بهترین بازیگر مرد در مجموعۀ درام شد.
در اکتبر ۲۰۱۷، بازیگر آنتونی رپ ادعا کرد زمانی که او ۱۴ سال سن داشت، اسپیسی قصد پیش‌روی جنسی به او را داشته‌است. در پی این ادعا، نتفلیکس روابط خود را با اسپیسی قطع کرد و یکی از فیلم‌های او را با نام گور کنار گذاشت و او را از آخرین فصل سریال خانه پوشالی برکنار کرد. کریستوفر پلامر جایگزین او در نقش جی. پال گتی در فیلم تمام پول‌های جهان (۲۰۱۷) ساختهٔ ریدلی اسکات شد. اسپیسی که همواره این اتهامات را رد کرده‌است، در دادخواستِ سال ۲۰۲۲ از سوی رپ که در نیویورک برگزار شد، از هرگونه تخلف تبرئه شد. او بار دیگر در یک پروندهٔ تعرض جنسی در سال ۲۰۲۳ در لندن تبرئه شد.

## اوایل زندگی و تحصیل
کوین اسپیسی فاولِر در اورنج جنوبی، نیوجرسی، از کاتلین آن (با نام خانوادگی کناتسون)، منشی، و توماس جفری فاولر، نویسنده فنی و مشاور داده به دنیا آمد. اسپیسی یک برادر بزرگتر به نام رندی فاولر دارد که یک راننده لیموزین و شبیه‌ساز راد استوارت در بویز، آیداهو است و یک خواهر به نام جولی آن فاولر کایر، که یک کارمند اداری است. خانوادهٔ او در چهار سالگی به کالیفرنیای جنوبی نقل مکان کردند. رندی فاولر (که اسپیسی از او جدا شده‌است) اظهار کرده‌است که پدرشان، که او وی را یک نژادپرست و «حامی نازیسم» توصیف می‌کرد، آنها را مورد آزار جنسی و جسمی قرار می‌داد و اسپیسی از نظر عاطفی خاموش‌شده و برای جلوگیری از کتک خوردن «بسیار حیله‌گر و باهوش» شده بود.
اسپیسی در کلاس‌های دهم و یازدهم در آکادمی نظامی نورتریج، دبیرستان کانوگا پارک تحصیل کرد. او در سال ۱۹۷۷ از دبیرستان چتس‌ورث، لس آنجلس ، کالیفرنیا فارغ‌التحصیل شد. اسپیسی در چتس‌ورث در صدای موسیقی، یک تولید ارشد مدرسه‌اش ایفای نقش کرد و نقش کاپیتان گئورگ فون تراپ را همراه با وینینگهام در نقش ماریا فون تراپ بازی کرد. او شروع به استفاده از نام میانی خود «اسپیسی» کرد که نام مادربزرگ پدری او نیز هست.
اسپیسی قبل از حضور در مدرسه جولیارد در شهر نیویورک، به عنوان عضوی از گروه ۱۲، چندین سال تلاش کرده بود که به عنوان کمدین موفق شود، جایی که بین سال‌های ۱۹۷۹ تا ۱۹۸۱ با معلم ماریان سلدس درام را مطالعه کرد. در این دورهٔ زمانی در مسابقات استعدادیابی سالن بولینگ به اجرای استندآپ کمدی پرداخت.

## زندگی حرفه‌ای

### تئاتر

#### ۱۹۸۱–۱۹۸۶: شروع کار در تئاتر
اولین حضور حرفه‌ای اسپیسی روی صحنه به عنوان یک نیزه‌دار در اجرای قسمت اول هنری ششم در جشنواره شکسپیر نیویورک در سال ۱۹۸۱ بود. سال بعد، او اولین حضور خود را در برادوی، در نقش اسوالد در اشباح اثری از هنریک ایبسن، با بازی لیو اولمان و کارگردان جان نویل که در تئاتر آیزنهاور در مرکز کندی واشینگتن افتتاح شده بود، انجام داد. سپس او فیلینته را در فیلم مردم‌گریز اثر مولیر به تصویر کشید. در سال ۱۹۸۴، اسپیسی در تولید فیلم هرلی برلی دیوید راب ظاهر شد، که در آن او در هر یک از قسمت‌های مردانه چرخید (او بعداً در نسخه سینمایی نقش میکی را بازی کرد). پس از آن در مرغ دریایی از آنتون چخوف در کنار دیوید استراثیرن و کالین دیوهورست ظاهر شد. در سال ۱۹۸۶، اسپیسی در یک نمایش از اسلویت در یک تئاتر شام در نیوجرسی ظاهر شد.

#### ۱۹۸۶–۱۹۹۱: موفقیت در برادوی و برنده شدن تونی
شهرت اسپیسی به عنوان یک بازیگر صحنه در سال ۱۹۸۶ آغاز شد، زمانی که او در مقابل جک لمون، پیتر گالاگر و بتل لزلی در نقش جیمی، پسر ارشد تایرون، در تولید تحسین‌برانگیز جاناتان میلر از یوجین اونیل در سفر دراز روز در شب انتخاب شد. لمون به‌طور خاص مربی اسپیسی شد و به همراه معلم درام دبیرستان اسپیسی دعوت شد تا زمانی که اسپیسی ستاره خود را در پیاده‌روی مشاهیر هالیوود در سال ۱۹۹۹ دریافت کرد، حضور داشته باشد.
اسپیسی همچنان فعالانه در جامعه تئاتر زنده مشارکت داشت. در سال ۱۹۹۱، او جایزه تونی را برای بازی در نقش عمو لویی در فیلم آهنگ برادوی گمشده در یانکرز نیل سایمون دریافت کرد. پدر اسپیسی متقاعد نشده بود که اسپیسی می‌تواند برای خود به عنوان یک بازیگر حرفه ای بسازد و تا زمانی که اسپیسی به خوبی شناخته شد نظر خود را تغییر نداد. در سال ۱۹۹۹، اسپیسی برنده جایزه لارنس اولیویه برای بهترین بازیگر مرد شد و نامزد دیگری برای جایزه تونی در سال ۱۹۹۹ برای مرد یخین می‌آید کسب کرد.

#### ۲۰۰۳–۲۰۱۵: مدیر هنری اولد ویک
در فوریه ۲۰۰۳، اسپیسی اعلام کرد که به لندن بازمی‌گردد تا مدیر هنری اولد ویک، یکی از قدیمی‌ترین تئاترهای شهر شود. اسپیسی با حضور در یک کنفرانس مطبوعاتی با جودی دنچ و التون جان، قول داد هم روی صحنه حاضر شود و هم استعدادهای بزرگی را وارد صحنه کند. او متعهد شد که ده سال کامل در این سمت بماند. گروه تئاتر اولد ویک هشت ماه از سال نمایش‌هایی را روی صحنه می‌برد. اولین فصل اسپیسی در سپتامبر ۲۰۰۴ آغاز شد و با نمایشنامه کلوآکا اثر ماریا گوس به کارگردانی اسپیسی در بریتانیا آغاز شد که با نظرات متفاوتی روبرو شد. در فصل ۲۰۰۵، اسپیسی اولین بازی شکسپیر خود را در بریتانیا، در نقش اصلی ریچارد دوم، به کارگردانی ترور نون، انجام داد.
در سپتامبر ۲۰۰۶، اسپیسی گفت که قصد دارد تابعیت بریتانیا را زمانی که به او پیشنهاد شود، دریافت کند. هنگامی که در سال ۲۰۱۶ در مورد همه‌پرسی عضویت بریتانیا در اتحادیه اروپا از او پرسیده شد، اسپیسی پاسخ داد: «از اینکه این سؤال را از من پرسیدید متشکرم، اما من شهروند بریتانیا نیستم، من ساکن بریتانیا هستم. من در دوازده سال زندگی خود هرگز درگیر سیاست در بریتانیای کبیر نشدم. فکر می‌کنم برای من به عنوان یک مهمان در بریتانیا نامناسب است، بنابراین آن را به مردم آن واگذار می‌کنم.» در ۱۶ ژوئن ۲۰۱۶، اسپیسی به دلیل خدماتش به تئاتر نشان افتخاری شوالیه را دریافت کرد. نشان افتخار، شوالیه فرمانده امپراتوری بریتانیا، در خانه کلارنس توسط شاهزاده چارلز به او اعطا شد. با اینکه اسپیسی مجاز است حروف پس اسمی KBE را به نام خود اضافه کند، اما به عنوان یک شهروند غیر مشترک المنافع، این یک جایزهٔ افتخاری است و او نمی‌تواند خود را به عنوان «سر کوین» بسازد. اسپیسی قبلاً به دلیل خدمات به نمایشنامه در سال ۲۰۱۰ درجهٔ کمتر نشان فرماندهٔ افتخاری امپراتوری بریتانیا را دریافت کرده بود.
اسپیسی حامی جشنواره مدارس شکسپیر بود، یک مؤسسه خیریه که به کودکان مدرسه‌ای در سراسر بریتانیا امکان می‌دهد تا شکسپیر را در تئاترهای حرفه‌ای اجرا کنند. او همچنین در هیئت مدیره صندوق فیلم و تلویزیون حضور دارد.
او در اواسط سال ۲۰۰۶ گفت که در حال گذراندن لحظات زندگی خود در اولد ویک است. او گفت که در آن مقطع از زندگی حرفه‌ای خود، «در حال حاضر سعی می‌کرد کارهایی را انجام دهد که بسیار بزرگتر و خارج از [من] هستند». اسپیسی در تولید سرودهای ملی توسط دنیس مک اینتایر و داستان فیلادلفیا اثر فیلیپ بری اجرا کرد که در آن نقش سی‌کی دکستر هیون، نقش کری گرانت را در نسخه سینمایی بازی کرد. منتقدان اسپیسی را برای مدیریت یک تئاتر تحسین کردند، اما خاطرنشان کردند که اگرچه بازیگری او چشمگیر بود، اما مهارت‌ها و قضاوت او به عنوان تهیه‌کننده/مدیر هنوز پیشرفت نکرده بود.
در فصل ۲۰۰۶، اسپیسی با ساخت فیلم رستاخیز بلوز اثر آرتور میلر به کارگردانی رابرت آلتمن دچار شکست بزرگی شد. علیرغم حضور بازیگران تمام ستاره (از جمله متیو مودین و نو کمبل، همبازی آینده در خانه پوشالی) و شجره نامه فیلمنامه میلر، تصمیم اسپیسی برای جذب آلتمن به صحنه فاجعه آمیز بود: پس از یک دوره تمرین پرتنش، نمایشنامه به روی صحنه رفت و تنها پس از چند هفته بسته شد. بعداً در همان سال، اسپیسی در فیلم ماه برای بدزادگان اثر یوجین اونیل به همراه کالم مینی و ایو بست بازی کرد. این نمایشنامه نقدهای بسیار خوبی برای اسپیسی و بست دریافت کرد و در سال ۲۰۰۷ به برادوی منتقل شد. در قسمت بهار فصل ۲۰۰۸–۲۰۰۷، جف گلدبلوم و لورا میشل کلی به عنوان سه شخصیت در نمایشنامه سرعت شخم زدن اثر دیوید مامت در سال ۱۹۸۸ به اسپیسی پیوستند.
در سال ۲۰۰۹، او اولین نمایش فیلم همدست از جو ساتن را با ریچارد درایفس، دیوید سوشی و الیزابت مک‌گاورن کارگردانی کرد. بعداً در همان سال، تروور نون کارگردانی اسپیسی در احیای فیلم وارث باد را بر عهده گرفت. اسپیسی نقش وکیل مدافع هنری دراموند را بازی کرد، نقشی که توسط اسپنسر تریسی در فیلمی به همین نام در سال ۱۹۶۰ به شهرت رسید. سم مندس اسپیسی را در ریچارد سوم از شکسپیر کارگردانی کرد. اسپیسی نقش ریچارد سوم را بازی کرد. این نمایش در ژوئن ۲۰۱۱ آغاز شد و یک تور جهانی را آغاز کرد که در اوایل سال ۲۰۱۲ در نیویورک به اوج خود رسید. در مارس ۲۰۱۴، اعلام شد که اسپیسی در یک نمایش انفرادی در اولد ویک بازی خواهد کرد تا ده سالگی خود را به عنوان مدیر هنری جشن بگیرد. او در این نمایشنامه نقش کلارنس دارو را بر عهده گرفت.

### فیلم

#### ۱۹۸۶–۱۹۹۴: نقش‌های اولیه و پیشرفت

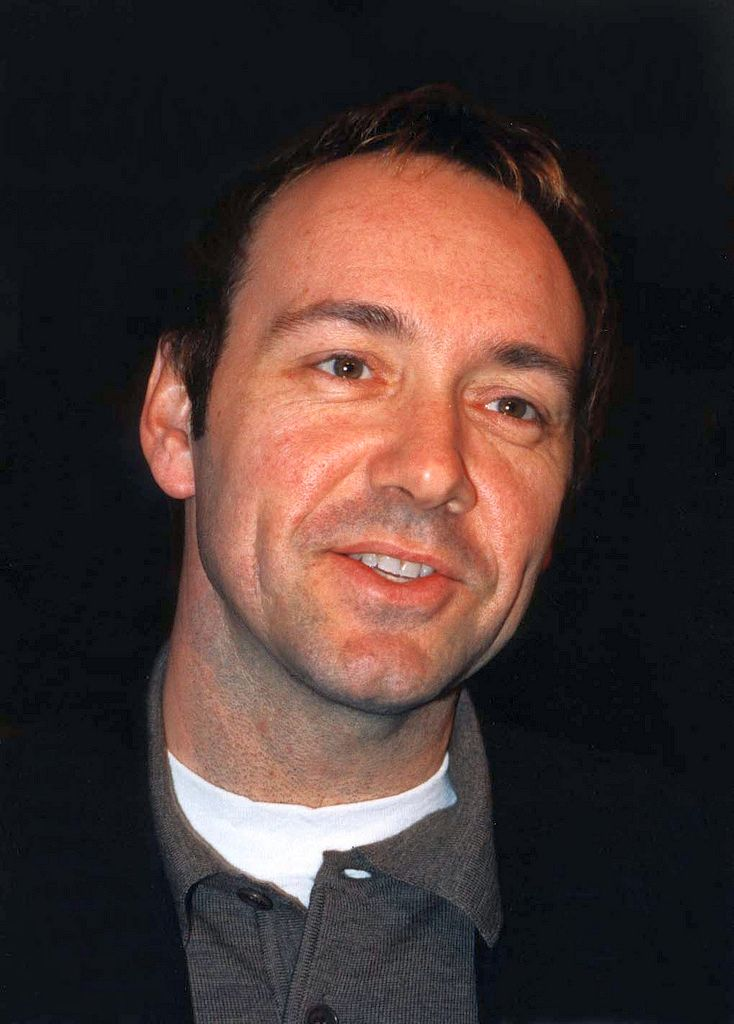
اسپیسی در ۱۹۹۶

در سال ۱۹۸۶، اسپیسی اولین حضور سینمایی خود را در فیلم دل‌سوختگی از مایک نیکولز با بازی مریل استریپ و جک نیکلسون انجام داد. اسپیسی نقش کوچکی را ایفا می‌کند که به عنوان یک دزد مترو شناخته می‌شود. در سال ۱۹۸۸ اسپیسی همچنین برای مدت کوتاهی در یکی دیگر از فیلم‌های نیکولز به نام دختر شاغل، در نقش تاجری بدجنس به نام باب اسپک ظاهر شد. از برخی دیگر نقش‌های اولیه اسپیسی می‌توان به نقش میلیونر بیوه و عجیب و غریب در قانون لس آنجلس، در مینی سریال تلویزیونی قتل مری فاگان (۱۹۸۸)، در مقابل لمون و کمدی شر نبین، شر نشنو (۱۹۸۹) اشاره کرد. اسپیسی به سرعت به عنوان یک بازیگر شخصیت شهرت پیدا کرد و برای نقش‌های بزرگ‌تری، از جمله در مجموعه فیلم گلن‌گری گلن راس (۱۹۹۲) در نقش مدیر دفتر بدخواه در اقتباسی از دیوید ممت، با بازی آل پاچینو و همچنین در فیلم کمدی سیاه کریسمس رف (۱۹۹۴) در کنار جودی دیویس، و در فیلم طنز شنا با کوسه‌ها (۱۹۹۵) در نقش یک رئیس استودیوی بدخواه هالیوود در کنار جودی دیویس و در نقش یک زوج مشاجره کننده کنتیکت انتخاب شد که مورد توجه منتقدان قرار گرفت.

#### ۱۹۹۰–۱۹۹۹: ستاره‌شدن و موفقیت در جوایز
بازی اسپیسی در نقش وربال کینت جنایتکار مرموز در فیلم نئو نوآر مظنونین همیشگی از برایان سینگر در سال ۱۹۹۵ جایزه اسکار بهترین بازیگر نقش مکمل مرد را برای به ارمغان آورد.
در سال ۱۹۹۵، اسپیسی همچنین در فیلم تریلر پلیسی هفت از دیوید فینچر ظاهر شد و در اواخر فیلم در نقش قاتل زنجیره ای جان دو پس از بی‌اعتبار ماندن و نام بردن از آن در تبلیغات و تیتراژ ابتدایی فیلم، وارد فیلم شد. کار او در فیلم هفت, مظنونین همیشگی و شیوع افتخارات بهترین بازیگر نقش مکمل مرد را در جوایز انجمن منتقدان فیلم تگزاس در سال ۱۹۹۵ به ارمغان آورد. اسپیسی در زمانی برای کشتن (۱۹۹۶) نقش یک دادستان ناحیه‌ای خود شیدا را بازی کرد و در سال ۱۹۹۷ شرکت تریگر استریت پروداکشنز را با هدف تولید و توسعه سرگرمی در رسانه‌های مختلف تأسیس کرد. اسپیسی اولین کارگردانی خود را با فیلم تمساح آلبینو (۱۹۹۶) انجام داد. این فیلم یک بمب باکس آفیس بود و با بودجه ۶ میلیون دلاری فقط حدود ۳۴۰ هزار دلار فروخت، اما منتقدان کارگردانی اسپیسی را تحسین کردند. او همچنین در انیمیشن زندگی یک حشره (۱۹۹۸) صداپیشگی هاپر را بر عهده داشت.
اسپیسی در طول دوران حرفه‌ای خود به خاطر بازی در نقش شخصیت‌های شرور به خوبی شناخته شده‌است. او در سال ۲۰۱۳ اظهار داشت: «من فکر می‌کنم مردم به دلایلی من را دوست دارند. آنها همیشه می‌خواهند که من فرد شرور و عوضی در فیلم باشم.»
در سال ۱۹۹۹، اسپیسی در کنار آنت بنینگ در فیلم زیبای آمریکایی از سام مندز ظاهر کرد. او در این فیلم نقش لستر برنهام، پدر افسرده حومه شهر و مدیر تبلیغاتی را بازی کرد که به دنبال بهترین دوست دختر نوجوانش است. برای این نقش، اسپیسی دومین جایزه اسکار خود را این بار برای بهترین بازیگر نقش اول مرددریافت کرد. او در سخنرانی پذیرش خود، اسکار خود را به جک لمون تقدیم کرد و از او به عنوان تأثیرگذار، مربی و شخصیت پدری تمجید کرد. او همچنین اظهار داشت: «اجرای [لمون] در فیلم آپارتمان یکی از بهترین اجراهایی است که تا به حال داشته‌ایم.» در همان سال، او با یک ستاره در پیاده‌روی مشاهیر هالیوود مفتخر شد.

#### ۲۰۰۰–۲۰۰۹: ادامه کار
اسپیسی در فیلم به دیگری نیکی کن (۲۰۰۰) در نقش یک معلم مدرسه که از نظر جسمی و عاطفی زخمی شده بود، در کی-پکس (۲۰۰۱) در نقش یک بیمار در یک مؤسسه روانی و در نقش خواننده بابی دارین در فراسوی دریا (۲۰۰۴) ظاهر شد. دومی یک پروژه رؤیایی مادام‌العمر اسپیسی بود که نویسندگی، کارگردانی، تهیه‌کنندگی و بازیگری را در بیوگرافی/موزیکال دربارهٔ زندگی، حرفه و رابطه دارین با بازیگر ساندرا دی به عهده گرفت. اسپیسی که با علاقه کمی برای حمایت در ایالات متحده مواجه بود، برای تأمین مالی به بریتانیا و آلمان رفت. تقریباً تمام فیلم در برلین ساخته شده‌است. اسپیسی آواز خود را در موسیقی متن فیلم تهیه کرد و در چندین کنسرت بزرگداشت در زمان اکران آن ظاهر شد. اسپیسی بیشتر نقدهای مثبتی را برای آواز خود دریافت کرد و همچنین برای اجرای خود نامزد دریافت گلدن گلوب شد. با این حال، منتقدان اختلاف سنی بین اسپیسی و دارین را مورد بحث قرار دادند و خاطرنشان کردند که اسپیسی برای به تصویر کشیدن قانع کننده دارین، به ویژه در مراحل اولیه زندگی خواننده که در فیلم به تصویر کشیده شده‌است، پیرتر از آن بود.
در سال ۲۰۰۶، اسپیسی در فیلم ابرقهرمانی برایان سینگر، بازگشت سوپرمن با بازی برندان روث، نقش لکس لوتر را بازی کرد. او قرار بود برای دنباله آن در سال ۲۰۰۹ بازگردد، اما سری فیلم در عوض با فیلم مرد پولادین در سال ۲۰۱۳ راه اندازی مجدد شد. اسپیسی همچنین در ادیسون ظاهر شد که در سال ۲۰۰۶ به صورت فیلم ویدئویی منتشر شد.
در سال ۲۰۰۸، اسپیسی در فیلم ۲۱ نقش یک مدرس دانشگاه MIT را بازی کرد. این فیلم بر اساس کتاب پرفروش بن مزریچ به نام پایین آوردن خانه: داستان درونی شش دانش‌آموز ام‌آی‌تی که میلیون‌ها دلار در وگاس بردند ساخته شده‌است. در اوایل سال ۲۰۱۰، اسپیسی برای بازی در فیلم کمدی سیاه جدا نشدنی به کارگردانی دایان انگ به چین رفت و اولین بازیگر هالیوودی شد که در یک فیلم کاملاً با بودجه چین بازی کرده‌است.

#### ۲۰۱۱–۲۰۱۶: فیلم‌های مستقل و کمدی

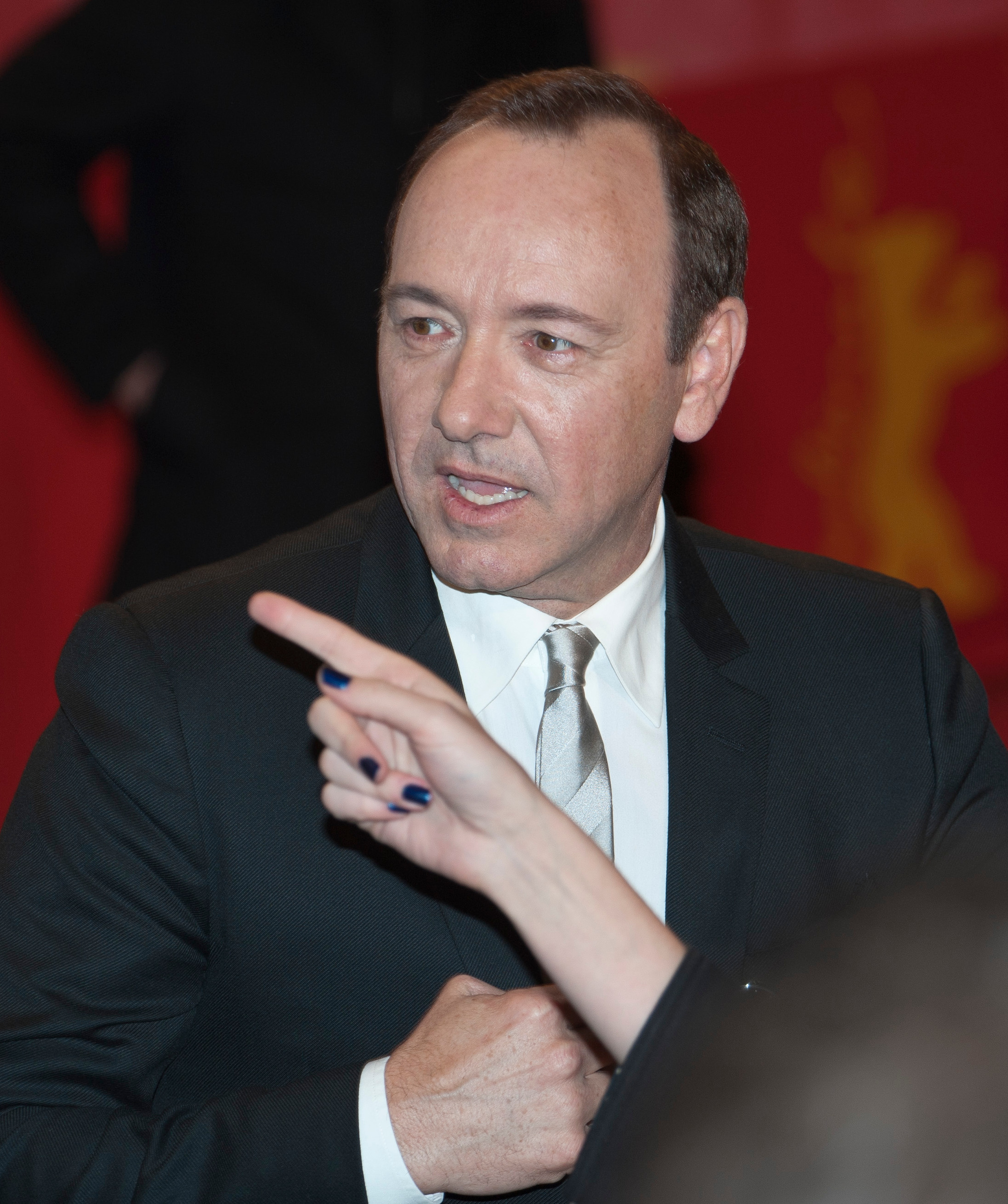
اسپیسی در جشنواره بین‌المللی فیلم برلین ۲۰۱۱

در سال ۲۰۱۱، اسپیسی در فیلم هیجان انگیز مالی جی. سی. چاندور در کنار پل بتانی ، جرمی آیرونز، زکری کینتو، دمی مور و استنلی توچی بازی کرد. داستان به‌طور کلی در یک دوره ۲۴ ساعته در یک بانک سرمایه‌گذاری بزرگ وال استریت در مراحل اولیه بحران مالی ۲۰۰۸–۲۰۰۷ رخ می‌دهد. این فیلم که بر اقدامات گروهی از کارمندان در خلال سقوط مالی متعاقب آن تمرکز دارد، اولین نمایش خود را در جشنواره فیلم ساندنس با تحسین منتقدان انجام داد. اسپیسی به همراه دیگر بازیگران جایزه ایندیپندنت اسپیریت رابرت آلتمن را دریافت کرد. در همان سال، اسپیسی در فیلم کمدی سیاه رئیس‌های وحشتناک همبازی شد که بیش از ۲۰۹٫۶ میلیون دلار در گیشه فروخت. در سال ۲۰۱۳ او فیلم مهیج زندگینامه ای کاپیتان فیلیپس را تولید کرد که نامزد جایزه اسکار بهترین فیلم شد.
او در نقش رئیس‌جمهور ریچارد نیکسون در کمدی-درام الویس و نیکسون (۲۰۱۶) بازی کرد، که بر اساس ملاقاتی است که بین نیکسون و الویس پرسلی خواننده (مایکل شنون) در دسامبر ۱۹۷۰ اتفاق افتاد که در آن پریسلی از نیکسون درخواست کرد که او را به عنوان مأمور مخفی در اداره مواد مخدر خطرناک سوگند دهد. او سپس در فیلم کمدی نه جان در نقش مردی که در بدن یک گربه گیر افتاده بود، بازی کرد. این فیلم در ۵ اوت منتشر شد.
در ژانویه ۲۰۱۶ اعلام شد که رلتیویتی مدیا، که به تازگی از ورشکستگی فصل ۱۱ بیرون آمده بود، شرکت تریگر استریت پروداکشنز را تصاحب کرده بود و اسپیسی رئیس هیئت مدیره استودیو رلتیویتی و دانا برونتی رئیس آن استودیو خواهد شد. اسپیسی این حرکت را «فرصتی باورنکردنی برای ایجاد سرگرمی‌های عالی» خواند و گفت که آن را «تحول بعدی در حرفه او» خواهد بود. با این حال، زمانی که مدارک استودیو برای دادگاه ثبت شد، مشخص شد که اسپیسی از ریاست استودیو منصرف شده بود، و در پایان سال ۲۰۱۶ برونتی نیز رلتیویتی را ترک کرد، در حالی که هر دو به عنوان تهیه‌کننده اجرایی خانه پوشالی و تعقیب باقی ماندند.

#### ۲۰۱۷–اکنون: جنجال شغلی
در مارس ۲۰۱۷، اعلام شد که اسپیسی نقش جی. پال گتی را در فیلم تمام پول‌های جهان ساخته ریدلی اسکات بازی خواهد کرد. او نقش خود را در این فیلم در ده روز در تابستان ۲۰۱۷ فیلمبرداری کرد. با این حال، به دلیل اتهامات تعرض جنسی علیه اسپیسی، در ۸ نوامبر ۲۰۱۷ اعلام شد که تمام فیلم‌های او برداشته می‌شود، و کریستوفر پلامر جایگزین اسپیسی در نقش گتی در فیلم‌برداری‌های مجدد خواهد شد. با وجود برنامه بسیار فشرده، ترای‌استار پیکچرز نسخهٔ جدید فیلم را به موقع برای اکران در ۲۵ دسامبر تکمیل کرد.
اسپیسی در فیلم باشگاه پسران بیلیونر ظاهر شد که در ۱۷ اوت ۲۰۱۸ اکران محدودی داشت. نقش او بدون هیچ تغییری منتشر شد. ورتیکال انترتینمنت اعلام کرد که هیچ اقدامی برای حذف اسپیسی از فیلم انجام نخواهد داد، زیرا این فیلم در اواخر سال ۲۰۱۶ و قبل از ادعاهای مطرح شده در اکتبر ۲۰۱۷ تکمیل شده بود.
در ماه مه ۲۰۲۱، اعلام شد که اسپیسی برای نقش مکمل به عنوان کارآگاه پلیس در فیلم جنایی مردی که خدا را ترسیم کرد، به کارگردانی و با بازی فرانکو نرو ، انتخاب شده‌است که دربارهٔ یک هنرمند نابینا است که به اشتباه به اتهام جنسی و سوء استفاده از کودک متهم شده‌است. اسپیسی در مورد این نقش اظهار نظری نکرده‌است. در اوت ۲۰۲۱، گزارش شد که اسپیسی در حال فیلمبرداری در کالیفرنیا برای تولید کوچکی با عنوان پیتر پنج هشت به کارگردانی مایکل زایکو هال است.

### تلویزیون

#### ۱۹۸۷–۱۹۹۴: اولین حضور تلویزیونی و نقش‌های اولیه
در سال ۱۹۸۷، اسپیسی اولین حضور تلویزیونی مهم خود را در اولین نمایش فصل دوم سریال داستان جنایی با نقش یک سناتور آمریکایی انجام داد. در همان سال او در سریال مهیج جاسوسی ایکوالایزر نقش کارآگاه گروهبان کول ظاهر شد. او پس از بازی در سریال تلویزیونی مرد زیرک (۱۹۸۸) در مل پروفیت نقش دلال جنایتکار اسلحه، طرفداران زیادی پیدا کرد.

#### ۲۰۰۳–۲۰۱۲: پروژه‌های اچ‌بی‌او و کارهای دیگر
اسپیسی دو بار میزبانی پخش زنده شنبه شب را بر عهده داشت: اولین بار در سال ۱۹۹۷ با مهمان موزیکال بک هانسن و مهمانان ویژه مایکل پیلین و جان کلیز از سیرک پرنده مانتی پایتان و بار دیگر در مهٔ ۲۰۰۶ با مهمان موزیکال نلی فورتادو.
در سال ۲۰۰۸ اسپیسی در نقش ران کلین در فیلم درام سیاسی اصلی اچ‌بی‌او بازی کرد که حول بازشماری آرای فلوریدا در جریان انتخابات ریاست جمهوری ایالات متحده در سال ۲۰۰۰ بین جورج دبلیو بوش و ال گور می‌چرخید. این فیلم توسط دنی استرانگ نوشته شده و جی روچ و با کارگردانی بازیگرانی چون باب بالابان، لورا درن، جان هرت، دنیس لری و تام ویلکینسون در آن بازی کردند. این فیلم تلویزیونی برندهٔ سه جایزهٔ امی ساعات پربیننده از جمله فیلم تلویزیونی برجسته شد. اسپیسی برای بازی در این فیلم نامزد جایزه امی پرایم‌تایم برای بهترین بازیگر نقش اول مرد در سریال یا فیلم محدود و جایزه گلدن گلوب بهترین بازیگر مرد مینی‌سریال یا فیلم تلویزیونی شد. در همان سال اسپیسی فیلم تلویزیونی برنارد و دوریس را تولید کرد، که روایتی نیمه-خیالی دربارهٔ رابطه‌ای بین دوریس دوک و پیشخدمت ویرانگر ایرلندی‌اش در اواخر عمرش، برنارد لافرتی، را به نمایش می‌گذاشت. این فیلم با بازی ریف فاینز و سوزان ساراندون به کارگردانی باب بالابان ساخته شد. این فیلم برای اولین بار در جشنواره بین‌المللی فیلم همپتونز با تحسین منتقدان روبرو شد و اسپیسی نامزد دریافت جایزه امی ساعات پربیننده فیلم تلویزیونی برجسته شد.
اسپیسی به خاطر تاثیراتش در هالیوود شناخته شده‌است. او زمانی که در درون اکتورز استودیو ظاهر شد، از جک لمون، جیمز استوارت، جانی کارسون، کاترین هپبورن، کلینت ایستوود، جان گیلگد، مارلون براندو، کریستوفر واکن و آل پاچینو (به درخواست جیمز لیپتون میزبان) تقلید کرد. در برنامه امشب با اجرای جیمی فلن، اسپیسی اعتراف کرد که از مهارت‌های آوازی خود به عنوان یک بازیگر جوان در شهر نیویورک برای تظاهر به پسر کارسون برای دریافت بلیط تئاتر رایگان و ورود به استودیو ۵۴ استفاده کرده‌است. آلبوم کپیتال رکوردز / ئی‌ام‌آی اسپیسی برای همیشه خونسرد (۲۰۰۷) دارای دو دونوازی با اسپیسی و ضبط قبلی از دین مارتین است. اسپیسی در دسامبر ۲۰۰۷ به همراه اوما تورمن میزبان کنسرت جایزه صلح نوبل بود.

#### ۲۰۱۳–۲۰۱۷: خانه پوشالی و تحسین منتقدان

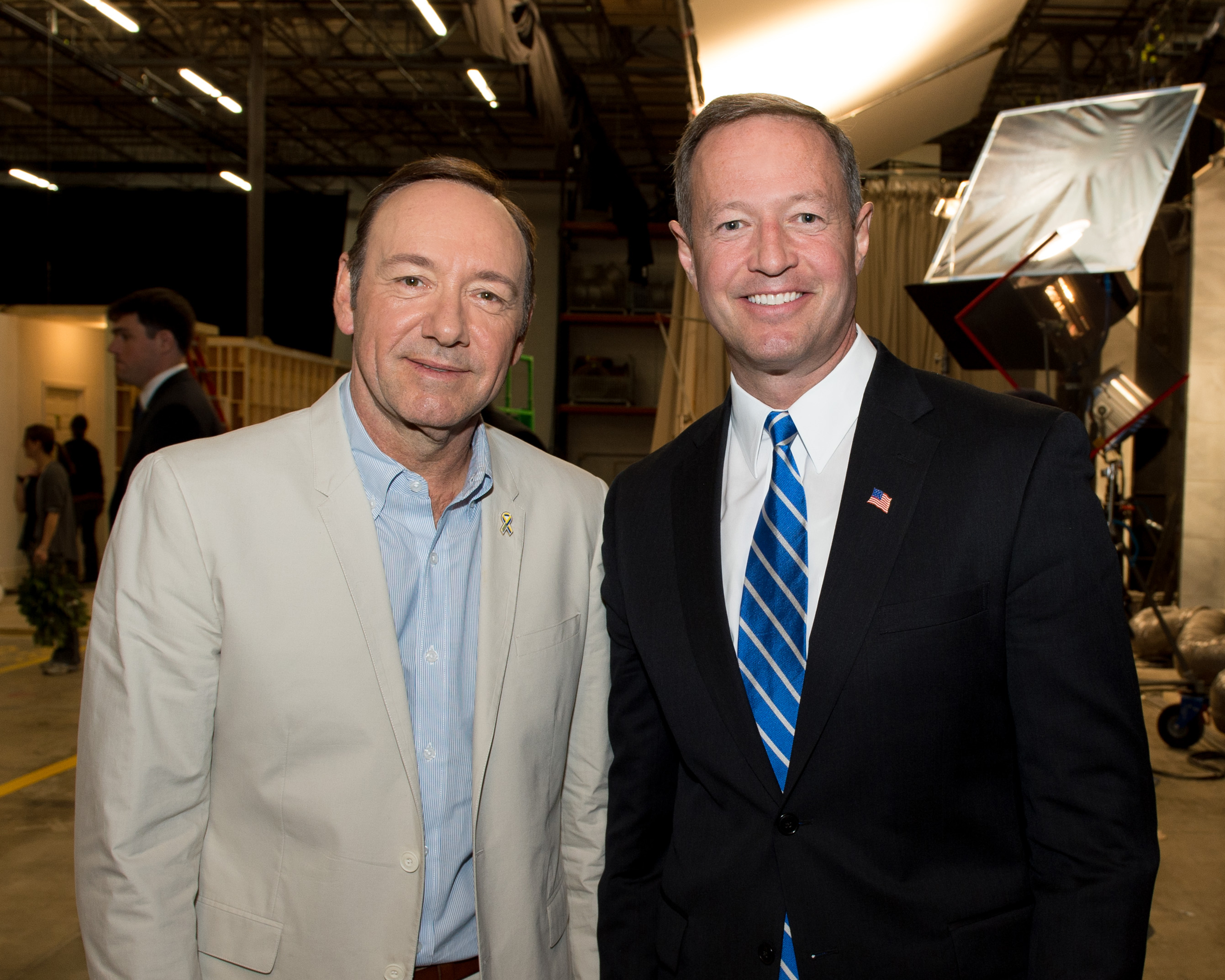
اسپیسی و مارتین اومالی فرماندار مریلند، در مهٔ ۲۰۱۳ در پشت‌صحنهٔ سریال خانه پوشالی

در ۱۸ مارس ۲۰۱۱، اعلام شد که اسپیسی در نقش فرانک آندروود در سریال خانه پوشالی از نتفلیکس، اقتباسی از یک درام سیاسی بی‌بی‌سی در سال ۱۹۹۰ به همین نام، انتخاب شد. او در شصت و پنجمین جوایز ساعات پربیننده امی در سال ۲۰۱۳ نامزد دریافت جایزه امی ساعات پربیننده برای بهترین بازیگر نقش اول مرد در مجموعه تلویزیونی درام شد و اولین بازیگر اصلی شد که از یک سریال تلویزیون اینترنتی نامزد دریافت جایزه پرایم‌تایم شده‌است. اسپیسی برای فصل دوم خانه پوشالی دو جایزهٔ بهترین بازیگر مرد برجسته در سریال تلویزیونی درام را در هفتاد و دومین مراسم گلدن گلوب و از سوی انجمن بازیگران سینما در بیست و یکمین دورهٔ جوایز انجمن بازیگران سینما دریافت کرد.

### بازی‌های ویدئویی
اسپیسی در نقش جاناتان آیرونز، آنتاگونیست بازی ویدئویی ندای وظیفه: جنگاوری پیشرفته در سال ۲۰۱۴ که از طریق فیلم‌برداری حرکتی به تصویر کشیده‌است، ظاهر می‌شود.

## فیلم‌شناسی
زندگی حرفه‌ای کوین اسپیسی بیش از چهل سال حضور در سینما، تلویزیون، بازی‌های ویدیویی و تئاتر را دربرگرفته است. او فعالیت سینمایی خود را در اواخر دهه ۱۹۸۰ پس از نقش‌های کوچکی در فیلم‌های دل‌سوختگی (۱۹۸۶) و دختر شاغل (۱۹۸۸) ساخته مایک نیکولز آغاز کرد. در دهه ۹۰ او نقش‌های فرعی در فیلم‌هایی مانند گلن‌گری گلن راس (۱۹۹۲) در مقابل جک لمون و آل پاچینو و فیلم رف در ژانر کمدی سیاه داشت، قبل از اینکه در سال ۱۹۹۵ در فیلم مظنونین همیشگی برای نقش راجر «واربال» کینت انتخاب شود که جایزه اسکار بهترین بازیگر نقش مکمل مرد را برای او به ارمغان آورد. در همان سال او نقش یک قاتل زنجیره‌ای را در فیلم هفت در کنار برد پیت و مورگان فریمن بازی کرد. او در درام جنایی نوآر محرمانه لس آنجلس (۱۹۹۷) در کنار راسل کرو و گای پیرس، نیمه‌شب در باغ خوب و بد از کلینت ایستوود (۱۹۹۷) و زیبایی آمریکایی (۱۹۹۹) بازی کرد که دومین جایزه اسکار خود را این بار برای بهترین بازیگر مرد به دست آورد.
در دهه ۲۰۰۰ او در فیلم‌های به دیگری نیکی کن با هلن هانت (۲۰۰۰)، بازگشت سوپرمن در نقش لکس لوتر (۲۰۰۶) و ۲۱ با جیم استرجس (۲۰۰۸) ظاهر شد که در آخرین نیز تهیه‌کننده آن بود. در سال ۲۰۰۴ او فیلم بیوگرافی موزیکال فراسوی دریا (۲۰۰۴) را نوشت، کارگردانی و بازی کرد. در سال ۲۰۱۱ او با پل بتانی و جرمی آیرونز در فیلم درام مارجین کال همبازی شد. در همان سال او نقش آنتاگونیست دیو هارکن را در کمدی رئیس‌های وحشتناک با جیسون بیتمن ایفا کرد، نقشی که او در سال ۲۰۱۴ در ادامه فیلم رئیس‌های وحشتناک ۲ تکرار کرد. او در سال ۲۰۱۷ در فیلم بیبی راننده با انسل الگورت نقش داک را بازی کرد.
از سال ۲۰۱۳ تا ۲۰۱۷ او نقش فرانسیس «فرانک» آندروود را در سریال خانه پوشالی از نتفلیکس در کنار رابین رایت بازی کرد. اسپیسی همچنین در فیلم تلویزیونی بازشماری (۲۰۰۸) از اچ‌بی‌او بازی کرد و در سال ۲۰۰۶ فیلم برنارد و دوریس را تهیه کرد. او قرار است در فیلم‌های مردی که خدا را ترسیم کرد و پیتر پنج هشت ظاهر شود که در تاریخ‌های نامشخصی منتشر خواهند شد.

## آلبوم‌شناسی

### آلبوم
- فراتر از دریا: موسیقی فیلم (۲۰۰۴)

### تک‌آهنگ
- آن جادوی سیاه قدیمی (۱۹۹۷) از موسیقی فیلم نیمه‌شب در باغ خوب و بد

### اجراهای زنده
- «بازی‌های فکری» – با هم شوید: شبی برای کلمات و موسیقی جان لنون – ۲ اکتبر ۲۰۰۱، تالار موسیقی رادیو سیتی

## جوایز و نامزدی‌ها

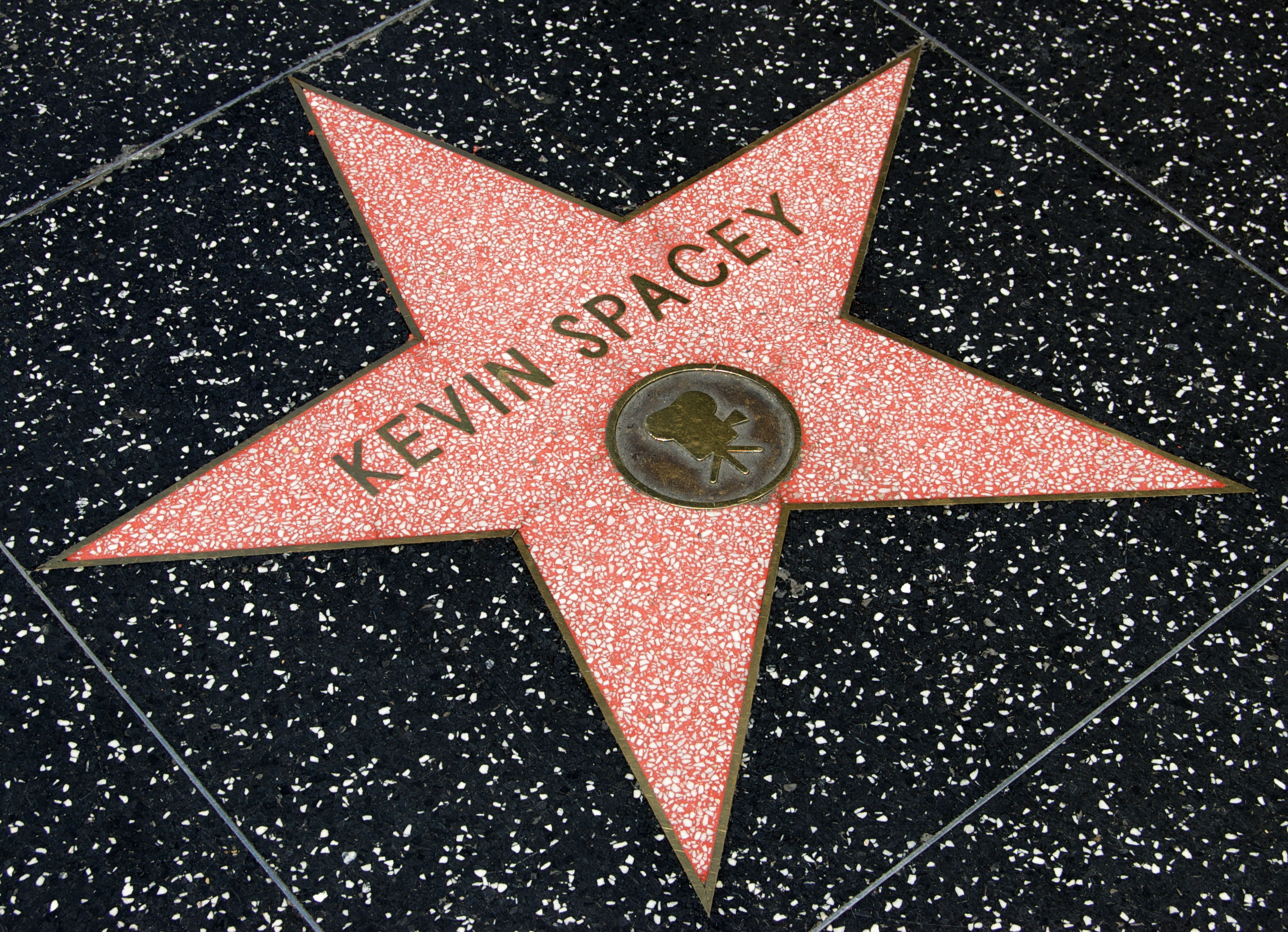
ستاره اسپیسی در پیاده‌روی مشاهیر هالیوود، در سال ۱۹۹۹ گذاشته شد.

اسپیسی برنده دو جایزه اسکار، یک جایزه تونی، یک جایزه گلدن گلوب، چهار جایزه انجمن بازیگران سینما و یک جایزه فیلم آکادمی بریتانیا شده‌است. او همچنین نامزد یک جایزه گرمی و ۱۲ جوایز امی ساعات پربیننده شده‌است. اسپیسی در سال ۱۹۹۹ در پیاده‌روی مشاهیر هالیوود یک ستاره دریافت کرد و به ترتیب در سال‌های ۲۰۱۰ و ۲۰۱۵ به عنوان فرمانده افتخاری و شوالیه فرماندهی نشان امپراتوری بریتانیا انتخاب شد.

## زندگی شخصی
در مقاله‌ای در مجله ساندی تایمز در سال ۱۹۹۹ نوشته شد: «عشق اسپیسی به بازیگری و عدم وجود شریک ظاهری در زندگی یک مرد جذاب ۴۰ ساله، باعث شده‌است که مجله اسکوایر دو سال پیش ادعا کند که او احتمالاً همجنسگرا است.» اسپیسی در پاسخ به این شایعات به پلی‌بوی و سایر مصاحبه‌کنندگان گفت که همجنس‌گرا نیست و به لسلی وایت از ساندی تایمز گفت:
من برای مدت طولانی به دلیل نحوهٔ پرسیدن این سؤالات تصمیم گرفتم به آنها پاسخ ندهم؛ به دلیل اینکه هرگز با هیچ فرد مورد اعتمادی در مورد آن صحبت نکردم: پس چرا باید الان صحبت کنم؟ اخیراً تصمیم گرفتم شرکت کنم زیرا برای افرادی که دوستشان دارم کمی سخت است.— 
در سال ۱۹۹۹، گزارش‌ها حاکی از آن بود که اسپیسی با یک منشی صحنه به نام دایان درایر قرار می‌گذاشت که احتمالاً رابطهٔ آنها به سال ۱۹۹۲ بازمی‌گردد. در سال ۲۰۰۰، اسپیسی درایر را به جوایز اسکار آورد. در هنگام سخنرانی برای دریافت جایزه بهترین بازیگر مرد، اسپیسی اظهار داشت: «دایان، از اینکه به من یاد دادی که به چیزهای درست اهمیت بدهم، متشکرم و من تو را دوست دارم.»
در سال ۲۰۰۷، مجله گاتهام به نقل از اسپیسی گفت:
من هرگز اعتقاد نداشتم که زندگی شخصی‌ام را برای تبلیغات تبلیغ کنم. اگرچه ممکن است علاقه‌مند به انجام آن باشم، هرگز آن را انجام نخواهم داد. مردم می‌توانند هر چه می‌خواهند غیبت کنند. آنها می‌توانند هر چه می‌خواهند حدس و گمان کنند. من اتفاقاً معتقدم که بین زندگی عمومی و زندگی خصوصی جدایی وجود دارد. هرکسی بدون توجه به شغلش حق زندگی خصوصی دارد.— 

### دیدگاه‌های سیاسی و کنشگری

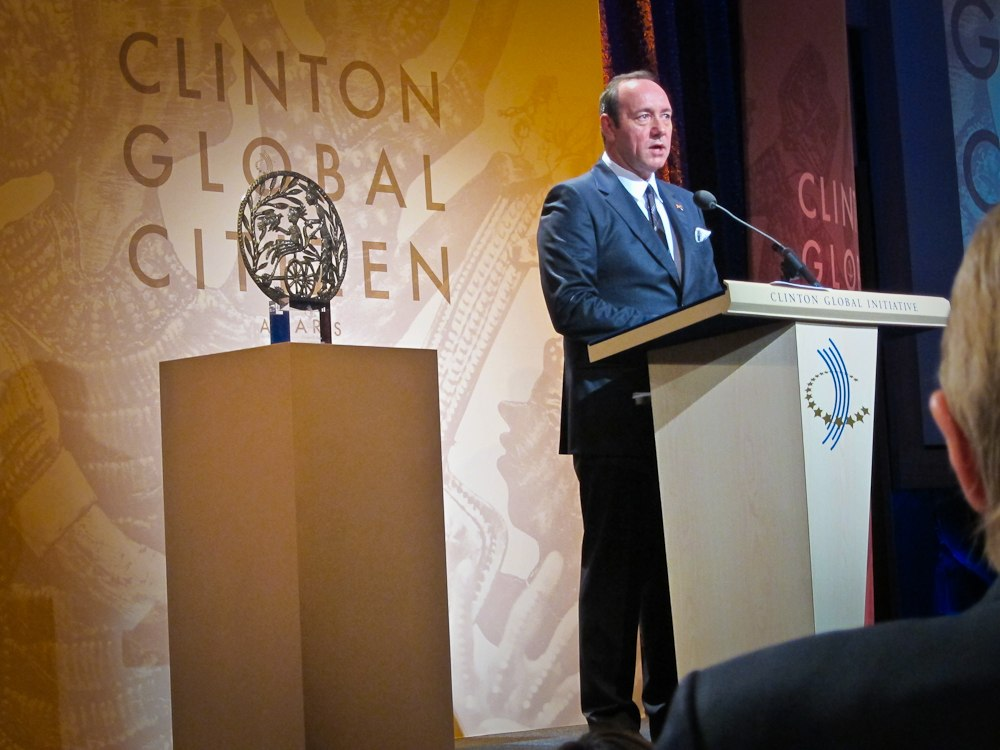
اسپیسی در جریان جوایز شهروند جهانی کلینتون در سال ۲۰۱۰

دیدگاه‌های سیاسی اسپیسی به‌عنوان گرایش به چپ توصیف شده‌است و منعکس‌کننده برخی از دیدگاه‌هایی است که توسط شخصیت داستانی او در سریال خانه پوشالی اظهار شده‌است. او یک دموکرات و از دوستان رئیس‌جمهور بیل کلینتون است که قبل از شروع ریاست جمهوری کلینتون با او ملاقات کرده بود. اسپیسی زمانی کلینتون را «یکی از نورهای درخشان» در روند سیاسی توصیف کرده بود. او به‌علاوه در فیلم کوتاه پرزیدنت کلینتون: روزهای آخر، یک طنز سیاسی که توسط دولت کلینتون برای شام خبرنگاران کاخ سفید در سال ۲۰۰۰ تهیه شده بود، ظاهر شد.
اسپیسی در سپتامبر ۲۰۰۷ با هوگو چاوز رئیس‌جمهور ونزوئلا ملاقات کرد اما هرگز در مورد ملاقات آنها با مطبوعات صحبت نکرد. در طول این سفر، او به استودیوی فیلم ونزوئلای «ویلا دل سینه» کمک مالی کرد. در مارس ۲۰۱۱، پس از سرکوب جنبش دموکراسی بلاروس توسط الکساندر لوکاشنکو، رئیس‌جمهور بلاروس، اسپیسی در تظاهرات خیابانی در لندن علیه رژیم لوکاشنکو به جود لا پیوست.
اسپیسی فعالیت‌هایی را در حوزه ایدز انجام داده‌است. در سال ۲۰۰۲، او و کریس تاکر، بازیگر دیگر، بیل کلینتون را در سفری به چندین کشور آفریقایی همراهی کردند تا آگاهی در مورد ایدز را در این قاره ارتقا دهند. او همچنین در چندین گردآوری کمک مالی برای مراقبت‌های بهداشتی ایدز، از جمله سینمای آمفار علیه ایدز در سال ۲۰۱۶ و بیست و پنجمین جشن سالانه «جایزه اسکار بنیاد ایدز التون جان» در سال ۲۰۱۷، شرکت کرد
در اکتبر ۲۰۰۸، اسپیسی بنیاد کوین اسپیسی را در بریتانیا برای تشویق مشارکت جوانان در هنر راه اندازی کرد. مقر اصلی آن در انگلستان و ولز بود، هدف آن ارائه کمک‌های مالی به افراد و سازمان‌ها برای کمک به جوانان برای مطالعه هنر، به ویژه تئاتر بود. این مؤسسه خیریه در فوریه ۲۰۱۸ به دنبال اتهامات سوء رفتار جنسی علیه اسپیسی تعطیل شد.

## اتهامات سوءرفتار جنسی
آنتونی رپ در ۲۹ اکتبر ۲۰۱۷ ادعا کرد که در سال ۱۹۸۶ هنگامی که او ۱۴ ساله بوده، اسپیسی ۲۶ ساله در حالت مستی قصد نزدیکی جنسی به او را داشته‌است. رپ همچنین این داستان را در سال ۲۰۰۱ در مصاحبه‌ای با ادوکیت به اشتراک گذاشته بود، اما نام اسپیسی از انتشار حذف شد تا از اختلافات قانونی و آشکارسازی عمومی جلوگیری شود. اسپیسی از طریق توئیتر اظهار داشت که این برخورد را به خاطر نمی‌آورد، اما اگر این واقعاً درست باشد «صادقانه‌ترین عذرخواهی را به خاطر رفتاری که در مستی عمیقاً نامناسب بود» را به رپ مدیون است.
سپس پانزده نفر دیگر با ادعاهای سوءاستفاده مشابه پیش آمدند، از جمله هدر اونرو، یک مجری زن از بوستون، که ادعا کرد اسپیسی قصد پیشروی جنسی به پسرش را داشته‌است؛ فیلمساز تونی مونتانا؛ بازیگر روبرتو کاوازوس؛ هری پسر ریچارد درایفس و هشت نفر که روی خانه پوشالی کار می‌کردند. «تعدادی از افراد» با گاردین تماس گرفتند و ادعا کردند که اسپیسی به عنوان مدیر هنری اولد ویک «رفتار نامناسبی با مردان جوان» داشته‌است.
با توجه به اتهامات مطرح شده، شبکه نت‌فلیکس ساخت ادامه مجموعهٔ تلویزیونی خانه پوشالی را متوقف کرد. فصل ششم به‌عنوان آخرین فصل این مجموعه اعلام و پخش آن در سال ۲۰۱۸ پایان یافت. هرچند که در ۱۸ ژوئیه ۲۰۱۹ از اتهامات وارده تبرئه شد اما هشت تن از دست‌اندرکاران این مجموعه نیز اسپیسی را به سوءرفتار جنسی متهم کردند. در نوامبر سال ۲۰۲۱ در جریان یک میانجی‌گری میان او و استودیو تهیه سریال خانه پوشالی، مقرر شد این بازیگر مبلغ ۳۱ میلیون دلار غرامت به استودیو تهیه‌کننده مجموعه خانه پوشالی، تولید نتفلیکس، به عنوان ضرر و زیان پرداخت کند؛ زیرا پس از علنی شدن اتهامات آزار جنسی او در محیط کار، از این پروژه اخراج شد.

### جنجال‌های آشکارسازی
در همان روزی که آنتونی رپ اتهاماتی را علیه او مطرح کرده بود، اسپیسی هنگام عذرخواهی از وی به عنوان همجنسگرا ظاهر شد. او گفت: «من با زن و مرد رابطه داشته‌ام و در طول زندگیم عاشق مردان بوده‌ام و با آنها برخوردهای عاشقانه داشته‌ام و اکنون انتخاب می‌کنم که به عنوان یک همجنس‌گرا زندگی کنم.» تصمیم او برای آشکارسازی از طریق بیانیه‌اش توسط همجنس‌گرایان برجسته، از جمله بیلی ایکنر، جرج تاکی، لنس بس و واندا سایکس، به عنوان تلاشی برای تغییر موضوع و تغییر تمرکز از اتهامات رپ، به دلیل استفاده از مستی خود به عنوان بهانه‌ای مورد انتقاد قرار گرفت.

### واکنش و پیامدها
در میان این اتهامات، فیلمبرداری ششمین و آخرین فصل سریال خانه پوشالی به حالت تعلیق درآمد. شرکت سازنده سریال «خط تلفن ناشناس برای شکایت، مشاوران بحران، و مشاوران حقوقی آزار جنسی برای خدمه» را اجرا کرده بود و اظهار داشت که در سال ۲۰۱۲، «شخصی از خدمه سریال شکایتی دربارهٔ اظهارات و ژست خاصی از کوین اسپیسی به اشتراک گذاشت. پس از بررسی از وضعیت، اقدامی فوری انجام شد و ما مطمئن هستیم که این موضوع به سرعت حل شد تا همه دست‌اندرکاران راضی یوده باشند.» به گفته شرکت سازنده، اسپیسی «با کمال میل در یک فرایند آموزشی شرکت کرد و از آن زمان تا کنون هیچ شکایت دیگری در مورد او مطلع نشده‌است.» این نمایش قرار بود در سال ۲۰۱۸ به پایان برسد. این فصل از ۱۳ قسمت به ۸ قسمت کاهش یافت و اسپیسی از بازیگران و نقش او به عنوان تهیه‌کننده اجرایی حذف شد.
یک فیلم بیوگرافی با نام گور در مورد گور ویدال با بازی اسپیسی، که قرار بود توسط نتفلیکس توزیع شود، لغو شد، و نتفلیکس تمام روابط خود را با او قطع کرد. او قرار بود در فیلم تمام پولهای دنیا در نقش صنعتگر جی. پال گتی ظاهر شود. با این حال، صحنه‌های او قطع شد و کریستوفر پلامر جایگزین او به عنوان گتی در فیلمبرداری مجدد شد. پلامر در مصاحبه ای با ورایتی گفت: «این واقعاً جایگزینی با [اسپیسی] نیست. همه چیز از نو شروع می‌شود.» پلامر توضیح داد: «فکر می‌کنم اتفاقی که برای او افتاد بسیار ناراحت‌کننده است… کوین بازیگر با استعداد و فوق‌العاده‌ای است و این بسیار غم‌انگیز است. خیلی شرم آور است و این تنها چیزی است که می‌توانم در این مورد بگویم.»
آکادمی بین‌المللی علوم و هنرهای تلویزیونی تصمیم خود مبنی بر تقدیر از اسپیسی را با جایزه بین‌المللی مؤسس امی در سال ۲۰۱۷ لغو کرد. در ۲ نوامبر ۲۰۱۷، ورایتی گزارش داد که استیسی وولف و آژانس هنرمندان خلاق در حال پایان دادن به روابط خود با او هستند.

### ویدیوهای یوتیوب شب کریسمس
از سال ۲۰۱۸ تا ۲۰۲۰، اسپیسی یک ویدیوی سالانه را در کانال یوتیوب خود در شب کریسمس ارسال می‌کرد.
در ۲۴ دسامبر ۲۰۱۸، اسپیسی ویدیویی با عنوان «بگذار فرانک باشم» را بارگذاری کرد که در آن او - در حالی که شخصیت فرانک آندروود از خانه پوشالی را داشت - به نظر می‌رسید اتهامات واقعی علیه خود را رد می‌کند. این ویدئو به عنوان «عجیب و غریب» توصیف شده‌است. از اوت ۲۰۲۰، این ویدیو بیش از ۱۳ میلیون بازدید داشته‌است.
یک سال بعد، در ۲۴ دسامبر ۲۰۱۹، اسپیسی ویدئوی دیگری را با عنوان «KTWK» (اصطلاح به معنی «با پنبه سربریدن») در کانال یوتیوب خود منتشر کرد که بار دیگر در نقش آندروود ظاهر شد. او سومین ویدیوی شب کریسمس را در سال ۲۰۲۰، با عنوان «1-800 XMAS» منتشر کرد که در آن قبل از شکستن شخصیت و صحبت با صدای طبیعی با لهجه آندروود صحبت کرد. او سپس با مردمی که در میان دنیاگیری کووید-۱۹ دست و پنجه نرم می‌کنند ابراز همدردی کرد و دو خط تلفن خودکشی و سوء مصرف مواد را تبلیغ کرد. اریک هگدوس از نیویورک پست این ویدئوهای سالانه را با توجه به اتهامات علیه او به عنوان «بی‌ملاحظه» توصیف کرده‌است.
اسپیسی در شب کریسمس سال ۲۰۲۱ ویدئوی جدیدی منتشر نکرد.

### مشکلات حقوقی
دفتر دادستان منطقهٔ لس آنجلس در آوریل ۲۰۱۸ اعلام کرد که این ادعا را بررسی خواهد کرد که آیا اسپیسی در سال ۱۹۹۲ به یک مرد بالغ تجاوز جنسی کرده‌است یا خیر. در ژوئیه ۲۰۱۸ سه مورد دیگر در مورد تجاوز جنسی علیه اسپیسی توسط اسکاتلندیارد فاش شد که تعداد کل تحقیقات باز در بریتانیا را به ۶ مورد رساند. شکایتی در دادگاه عالی لس آنجلس در سپتامبر ۲۰۱۸ ارائه شد که ادعا کرد اسپیسی در اکتبر ۲۰۱۶ به یک ماساژور ناشناس در خانه‌ای در مالیبو، کالیفرنیا، تجاوز جنسی کرده باشد.
هدر اونرو، یک روزنامه‌نگار زن نیز همچنین اسپیسی را در دسامبر ۲۰۱۸ متهم به سوء رفتار جنسی نسبت به پسر ۱۸ ساله‌اش در ژوئیه ۲۰۱۶ در نانتاکت، ماساچوست کرد. اسپیسی در ۷ ژانویه ۲۰۱۹ نسبت به این اتهام اعتراف کرد که کاملاً بی‌گناه است. پسر اونرو به پلیس گفت که در طول این ماجرای ادعایی «دست‌مالیدن» به دوست دخترش پیامک فرستاده‌است. وکلای مدافع اسپیسی ماه‌ها تلاش کردند تا نسخه‌هایی از متن و خود تلفن را به دست آورند. در اواسط ماه مه ۲۰۱۹ وکیل شخصی پسر اونرو به دادگاه اطلاع داد که تلفن همراه مورد نظر «مفقود» است. در ۴ ژوئن ۲۰۱۹ دفاع متوجه شد که وقتی اونرو در سال ۲۰۱۷ تلفن همراه پسرش را به پلیس داده بود، اعتراف کرده بود که برخی از پیام‌های متنی را حذف کرده‌است. در اواخر همان ماه، پسرش شکایتی علیه اسپیسی تنظیم کرد و مدعی خسارت روحی شد. او در ۵ ژوئیه ۲۰۱۹ داوطلبانه این ادعاها را با پیشداوری رد کرد.
اتهام حمله جنایی علیه اسپیسی توسط دادستان دماغه کاد در ۱۷ ژوئیه ۲۰۱۹ لغو شد. هنگامی که ماساژور ناشناس که او را متهم کرده بود درگذشت، آخرین پروندهٔ جنایی باقی‌مانده علیه اسپیسی بسته شد.
آنتونی رپ در ۹ سپتامبر ۲۰۲۰ از اسپیسی به دلیل تجاوز جنسی، حملهٔ جنسی و ایجاد ناراحتی عمدی تحت قانون قربانیان کودک شکایت کرد، که قانون مرور زمان نیویورک برای دعاوی مدنی مربوط به سوءاستفاده جنسی از کودکان را تمدید می‌کرد. در محاکمه علیه اسپیسی، مردی حضور داشت که خواست نامش فاش نشود و اسپیسی را به آزار جنسی در سال ۱۹۸۳، زمانی که او ۱۴ و اسپیسی ۲۴ ساله بوده‌اند، متهم کرده بود. مدعی ناشناس در ۱۷ ژوئن ۲۰۲۱ به دلیل امتناع از معرفی علنی خود از پرونده اخراج شد.
در سال ۲۰۲۰ ام. پرافیت پروداکشنز و تریگر استریت پروداکشنز، شرکت‌های تولید اسپیسی، به دلیل نقض خط‌مشی آزار جنسی محکوم شدند که ۳۱ میلیون دلار به ام‌آرسی، استودیوی سازندهٔ خانه پوشالی بپردازند.
در ۲۶ مهٔ ۲۰۲۲ اسپیسی توسط سرویس دادستانی سلطنتی به چهار مورد تعرض جنسی علیه سه شاکی متهم شد که ادعا کردند جرائمی بین سال‌های ۲۰۰۵ و ۲۰۱۳ در لندن و گلاسترشر رخ داده باشد. به گفته سرویس دادستانی سلطنتی، اسپیسی تنها در صورت ورود به انگلیس یا ولز می‌تواند به‌طور رسمی متهم شود. اسپیسی در ۳۱ مهٔ ۲۰۲۲ در بیانیه‌ای در صبح بخیر آمریکا در مقابل این اتهامات واکنش نشان داد: «از بیانیهٔ دادستانی سلطنتی بسیار قدردانی می‌کنم که در آن با دقت به رسانه‌ها و مردم یادآوری کردند که من مستحق یک محاکمهٔ عادلانه هستم و تا زمانی که خلاف آن ثابت نشود بی‌گناه هستم. با اینکه که از تصمیم آن‌ها برای حرکت به پیش نااُمید هستم، داوطلبانه در اسرع وقت در بریتانیا حضور خواهم داشت تا از خودم در برابر این اتهامات دفاع کنم، که یقین دارم بی‌گناهی مرا ثابت خواهد کرد.» او در ۱۶ ژوئن داوطلبانه در مقابل دادگاه وست مینستر در لندن حاضر شد و به شدت تمام اتهامات مربوط به جرایم جنسی را رد کرد. در اولین جلسهٔ دادگاه، دادستان او را به «سوءاستفاده از قدرت و نفوذی که شهرتش برایش ایجاد کرده برای آزار جنسی چهار مرد» متهم کرد و اسپیسی را با لفظ «قلدر جنسی» خطاب قرار داد.
در ۱۶ نوامبر ۲۰۲۲، دادستانی سلطنتی مجوز هفت اتهام اضافی را علیه اسپیسی صادر کرد که همگی مربوط به یک شاکی منفرد ناشی از حوادثی بود که ادعا می‌شد بین سال‌های ۲۰۰۱ و ۲۰۰۴ رخ داده‌است. سه اتهام پیش یا در طول محاکمه که در ۲۸ ژوئن ۲۰۲۳ آغاز شد، رد شد و در ۲۶ ژوئیه ۲۰۲۳، اعضای هیئت منصفه اسپیسی را در رابطه با ۹ فقره اتهام باقی‌مانده، بی گناه تشخیص داد.